# 88 Fingers Louie
88 Fingers Louie var ett amerikanskt punkband från Chicago, Illinois. Gruppen bildades 1993 av Mr. Precision (gitarr), Denis Buckley (sång), Joe Principe (bas) och gav samma år ut sin debut-7" Go Away.
Bandet splittrades 1999 och medlemmarna Joe Principe och Dan Wleklinski fortsatte i bandet Rise Against. 2009 återförenades bandet för en spelning på festivalen Riot Fest i Chicago. Spelningen utgavs som livealbumet 88 Fingers Louie Lives. Året efter utkom även spelningen på DVD.

## Diskografi

### Studioalbum
- 1995 - Behind Bars (Hopeless Records)
- 1998 - Back on the Streets (Hopeless Records)

### Livealbum
- 2009 - 88 Fingers Louie Lives (Bottom Lounge)

### Samlingsskivor
- 1997 - 88 Fingers Up Your Ass (Hopeless Records)
- 1997 - The Dom Years (EP, Fat Wreck Chords)

### DVD
- 2010 - 88 Fingers Louie Lives

### Singlar/EP
- 1993 - Wanted (7", Fat Wreck Chords)
- 1993 - Go Away (7", Fat Wreck Chords)
- 1994 - 88 Fingers Louie/Phallocracy (7", Labyrinth Records)
- 1994 - BollWeevils/88 Fingers Louie (7", Rocco Records)
- 1995 - Totin' 40s & Fuckin' Shit Up (10", Rocco Records)
- 1995 - 88 Fingers Louie/The Bollweevils/Funeral Oration (7", Rocco Records)
- 1997 - The Teacher Gets It (7", Fat Wreck Chords)
- 1999 - 88 Fingers Louie/Kid Dynamite (10", Sub City Records)